# Ordre des chevaliers de Notre-Dame
 (août 2021).
 (novembre 2022).
Motif : Trop de choses non sourcées
L'ordre des Chevaliers de Notre-Dame est une association de fidèles laïcs catholique internationale créée le 6 août 1945 et reconnue canoniquement par l'évêque de Chartres en 1964.
Il est à noter qu'en mars 1989 une scission aboutit à la création de l’« Ordre des chevaliers de Notre-Dame - Observance des saints Cœurs de Jésus et de Marie » (latin : Militia Sanctae Mariae, Observantia SS. Cordis Iesu et Mariae), d'obédience traditionaliste non reconnue par les instances officielles du catholicisme .

## Historique

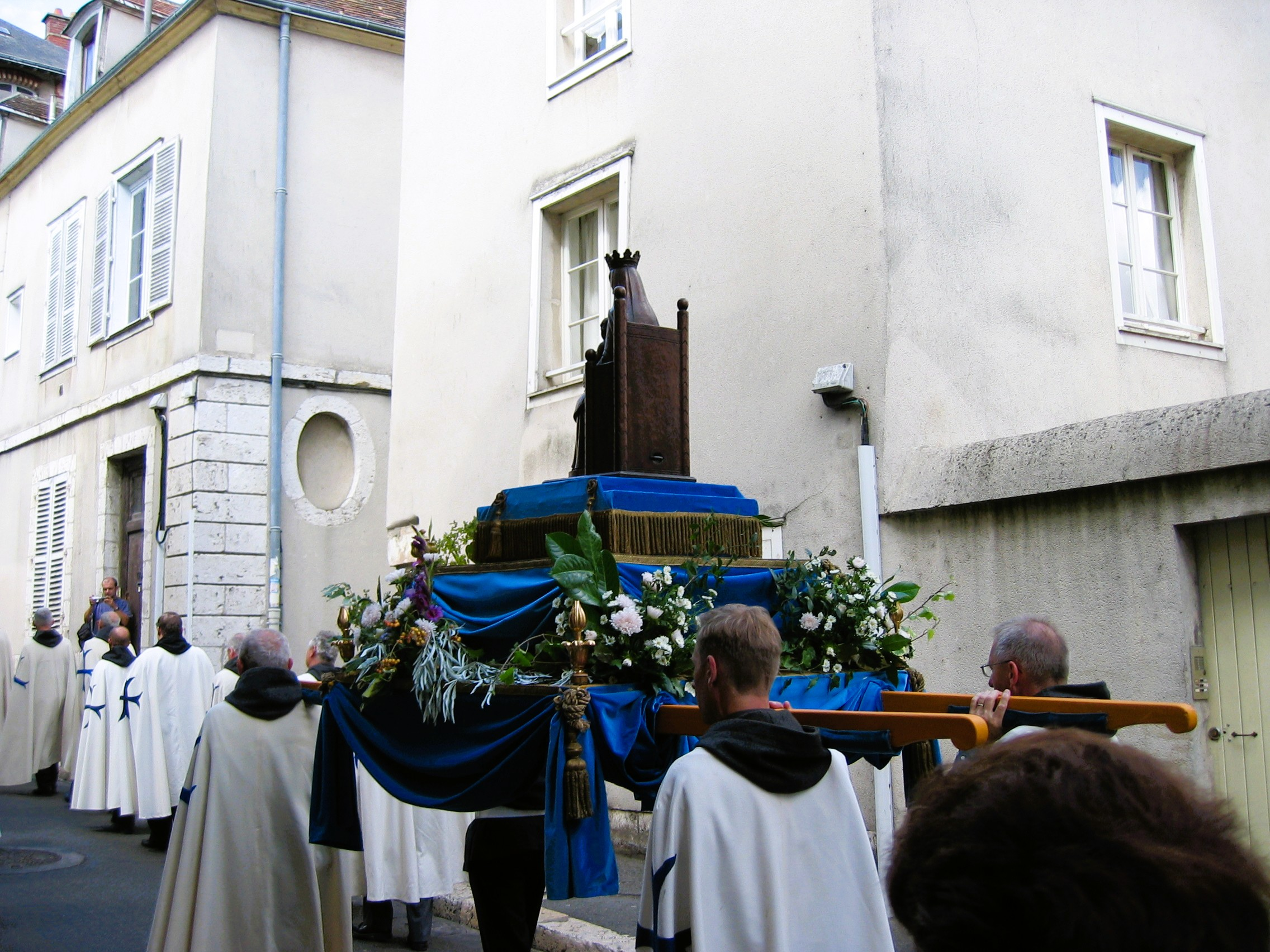
Notre-Dame-Sous-Terre et les chevaliers de Notre-Dame, Assomption 2004, Chartres.

Avec le soutien de Dom Gabriel Gontard, abbé bénédictin de l'abbaye Saint-Wandrille de Fontenelle en Normandie, Dom Gérard Lafond, OSB, fonda l'ordre des chevaliers de Notre Dame le 6 août 1945, reprenant la suite des "Chevaliers de Notre-Dame", troupe scoute anticommuniste créée par l'abbé collaborateur Stéphane Vautherin, dont Gérard Lafond était un disciple.[source insuffisante]
Il est fondé sur deux grandes institutions de l'Église : d'une part la chevalerie avec l'adoubement liturgique, sacramental conféré par un évêque depuis le IXe siècle[réf. nécessaire], et d'autre part la profession (ou vœux) des ordres militaires ou de chevalerie, qui ont vu le jour à l'époque des croisades et ont été louées par Bernard de Clairvaux.
- En 1947, Gérard Lafond fait paraître la première règle de l'ordre, empreinte de la spiritualité bénédictine et de la spiritualité montfortaine ; les premiers adoubements sont conférés par Roger Beaussart la même année.

- En 1948, Gérard Lafond entre chez les bénédictins de l'abbaye Saint-Wandrille et est ordonné prêtre sept ans plus tard.

- À partir de 1955, l'abbaye Saint-Wandrille accueille les premiers chapitres généraux de l'ordre ; en 1958, l'ordre se dote de sa règle en vingt-et-un chapitres[4].

- Le 24 décembre 1964, l'ordre est érigé canoniquement dans la crypte de Notre-Dame-de-Sous-Terre de la cathédrale de Chartres par Roger Michon, évêque du diocèse ; la plaque commémorative apposée dans la crypte mentionne [5] :

« En cette crypte

Notre-Dame Sous-Terre

La MILITIA SANCTAE MARIAE

compagnie régulière et militante

des chevaliers de Notre-Dame

fondée en 1945 par
 
Dom Gérard LAFOND OSB

a été érigée canoniquement

par Monseigneur Roger MICHON

Evêque de Chartres

en la vigile de Noël l'an de grâce 1964

Jehan de PENFENTENYO de KERVEREGUIN

étant lieutenant magistral

et Dom Gabriel GONTARD

Abbé de Saint-Wandrille

étant chapelain général" »

- En 1966, dans le cadre des mille ans de l'abbaye bénédictine du Mont-Saint-Michel, le chapitre général de l'ordre, qui se tient à Chartres, se conclut par un pèlerinage en l'abbatiale Saint-Michel où des chevaliers de Notre-Dame furent exceptionnellement adoubés par Roger Michon.

### Scission traditionaliste
- En 1968, un groupe d'amis, dont certains membres étaient aussi chevaliers de Notre-Dame, acheta aux chanoines du Grand Saint-Bernard leur domaine dans la commune suisse de Riddes. Ceux-ci le revendirent, en 1970, à Marcel Lefebvre qui y fonda le séminaire d'Écône de la Fraternité sacerdotale Saint-Pie-X.

- L'ordre subit la crise liée à la réforme liturgique de 1969 (messe de Paul VI), entraînant le départ de ceux qui, restant attachés exclusivement à la liturgie tridentine (messe dite de saint Pie V) comme au magistère de toujours et voyant dans le deuxième concile œcuménique du Vatican (Vatican II) un danger pour la foi, étaient opposés aux réformes opérées en son sein.

- En 1970, une scission traditionaliste forme la Fraternité chevaleresque.

- En 1989, quatre anciens de l’ordre des chevaliers de Notre-Dame et de cette Fraternité chevaleresque décidèrent de restaurer l’ordre des chevaliers de Notre-Dame lui-même, dans son observance traditionnelle. C'est ainsi que fut fondé l'« Ordre des chevaliers de Notre-Dame - Observance des Saints Cœurs de Jésus et Marie »[6],[7].

## La branche historique, réformée après le concile Vatican II
Aujourd'hui, fort de moins d'une centaine de membres[réf. nécessaire], l'ordre organise des retraites ou des récollections spirituelles et dispose d'une commanderie principale située à Montireau. Il milite également dans des œuvres charitables, en particulier les visites aux prisonniers. Il a pour emblème la croix patoncée d'azur (à huit pointes). Il publie un bulletin.
À la suite du concile Vatican II, l'ordre historique a réformé sa Règle et adopté la messe de Paul VI.
Politiquement, l'ordre ne prône le ralliement à aucun parti politique particulier, mais est parfois proche de certains milieux d'extrême droite. Il lutte notamment pour la défense de la famille. Il est à l'origine de plusieurs organisations dont certaines s'impliquent dans le champ politique : la Fraternité catholique eurafricaine, la Fraternité Notre-Dame-de-la-Merci (qui vient en aide aux collaborateurs visés par l'épuration) ou encore la Fraternité de Saint-Benoît pour une Europe Chrétienne,.
La Fraternité édite un bulletin, La Chaîne, depuis le 1er juillet 1964. 

### Protection de Paul Touvier
Le Canard enchaîné déclare en 1989 que Paul Touvier, milicien recherché pour crime contre l'humanité, est protégé par l'ordre des chevaliers de Notre-Dame. Avertie, la gendarmerie lance une enquête sur l'ordre en mai 1989, réussissant à arrêter Paul Touvier qui se cachait au prieuré Saint-Joseph de la Fraternité sacerdotale Saint-Pie-X à Nice.
Jean-Pierre Lefevre, ancien Waffen SS de la division Charlemagne et secrétaire général de la Fraternité Notre-Dame-de-la-Merci, soutient alors l'épouse de Touvier pour l'éducation de ses enfants. Lors de l'assemblée générale de l'Ordre, en juin 1989, l'affaire est commentée ainsi : « Nous avons subi récemment des tracasseries au sujet de l'aide apportée à une famille en détresse qui nous a valu une publicité de mauvais aloi dans une certaine presse »,
,
.

### Liste des maîtres de l'Ordre
- Gérard Lafond (1945-1948)
- Pierre Virion (1948-1965)
- Jehan de Penfentenyo de Kervéréguin (1965-1975)[13]
- Jacques Pellabeuf (1975-2015)
- Carlos de Aguiar Gomes (2015-2021)
- Jean-Paul Gauthier (depuis 2021)

### Liturgie
Le rite employé est la messe de Paul VI mais, dans la mesure du possible, en latin et le prêtre officiant en direction du chœur à l'unisson avec les chevaliers.

### L'œuvre hospitalière: la Fraternité Notre-Dame de la Merci
La Fraternité Notre-Dame de la Merci est créée en 1945 comme section hospitalière de l'Ordre par le chanoine Jean Desgranges. Destinée à venir en aide aux collaborateurs visés par l'épuration, la Fraternité cesse de fonctionner en 1958. Pierre Rimasson la réactive au lendemain de la guerre d'Algérie pour venir en aide aux membres de l'Organisation de l'armée secrète prisonniers. François Marie Lagneau prend la tête de l'organisation en 1968 à la mort de Pierre Rimasson. La Fraternité compte alors 1 200 membres. Au cours des années 1970, perdant ses adhérents (477 en 1976), la Fraternité ouvre ses activités aux prisonniers de droit commun puis aux réfugiés d'Asie du Sud-Est et aux Maronites libanais.

## Les branches traditionalistes

### Les Chevaliers de Notre-Dame, Observance des Saints Cœurs de Jésus et Marie (depuis 1989)

#### Règle, Constitutions et approbation canonique
Souhaitant poursuivre fidèlement la mission confiée à l'Ordre par son fondateur, la branche traditionaliste de l'Ordre, fondée par des chevaliers ayant refusé les réformes consécutives au concile Vatican II, a conservé la Règle originelle de l'Ordre des Chevaliers de Notre-Dame, telle qu'elle existait avant les réformes apportées par la branche historique des Chevaliers de Notre-Dame. 
Ses constitutions ont fait l'objet d'une approbation par décret de la Commission canonique de la Fraternité sacerdotale Saint-Pie-X. 

#### Liturgie
Le rite employé est le rite tridentin. 

#### Vie de l'Ordre
Le branche traditionnelle de l'ordre est fondée en 1989 et reçoit l'approbation canonique de la Fraternité Saint Pie X en 1995.
L'Ordre traditionnel compte aujourd'hui des membres dans une quinzaine de pays en Europe, Amérique, Asie et Australasie. 
Les chevaliers s'engagent à réciter le Petit Office de la Sainte Vierge et le Rosaire en entier chaque semaine, à faire un temps d'oraison mentale quotidien, à participer chaque année à une retraite fermée, à poursuivre leur formation doctrinale et spirituelle, à s'entraîner physiquement, à assister aux chapitres mensuels de leur commanderie et à participer aux combats de l'Ordre. 
Lesquels visent tous à élargir ici-bas les frontières du Royaume de Dieu.
L'Ordre combattant pour le Christ-Roi. 
Les épouses et filles de membres peuvent également y être admises. 
Il y a aussi des pages et des cadets, qui ont la possibilité de rester toute leur vie dans l'Ordre, sans avoir à changer d'orientation ou de mouvement. 

#### Rattachement
Officiellement, l'Ordre traditionnel, à la suite de Marcel Lefebvre, soutient et collabore activement avec tous les prêtres traditionalistes qui le souhaitent, l'ordre n'étant formellement rattaché ou subordonné à aucun groupe en particulier.
Jusqu'en 2012-2015, l'Ordre est toutefois très proche de la Fraternité sacerdotale Saint-Pie-X (FSSPX), qui lui donne ses censeurs et directeurs spirituels. À cette période, l'Ordre se rapproche de la « Résistance », et plus particulièrement des Dominicains d'Avrillé et de la Société des Apôtres de Jésus et de Marie (SAJM) de Jean-Michel Faure. Le 26 mai 2015, Christian Bouchacourt, supérieur du district français de la FSSPX suspend donc toute collaboration entre les chevaliers de Notre-Dame et la Fraternité.

#### Liste des maîtres de l'Ordre
- Serge Losappio (depuis 2022)

### Les Chevaliers de Notre-Dame de l'Assomption (depuis 2018)
Après la suspension de la collaboration entre les chevaliers de Notre-Dame et la FSSPX en 2015, l'Ordre des Chevaliers de Notre-Dame de l'Assomption est fondé en 2018. Celui-ci est alors doté de statuts propres supervisés par Bernard Tissier de Mallerais et approuvés le 21 juin 2018 par Bernard Fellay.
Cet ordre nouveau reprend tant la Règle (originelle) que la devise et - presque à l'identique - l'emblème de l'Ordre des Chevaliers de Notre-Dame. 
Pour ce qui concerne son organisation interne cependant, il s'en distingue sensiblement en ce qu'il est formellement rattaché à la Fraternité, mais aussi en ce qu'il se divise en groupes "paroissiaux" (au nombre de deux en 2021) tout à fait distincts et sans lien direct entre eux, chaque groupe étant subordonné hiérarchiquement à un prêtre de la Fraternité. Prêtre n'étant pas lui-même chevalier, mais assurant une fonction de supérieur ecclésiastique. Et tenant ainsi lieu de "Maître de l'Ordre" pour chaque groupe considéré, en quelque sorte. 
C'est d'ailleurs entre ses mains que chaque membre d'un de ces groupes prononce ses vœux. 
Pour le groupe existant en France, il s'agit de l'abbé Briols. 
Pour le groupe existant aux États-Unis, de l'abbé Vernoy.